# Chanathip Songkrasin
Chanathip Songkrasin (* 5. října 1993 Sam Phran) je thajský fotbalista.

## Klubová kariéra
S kariérou začal v BEC Tero Sasana FC v roce 2012. Odehrál 101 ligových utkání a vstřelil 12 gólů. V roce 2016 přestoupil do Muangthong United FC. V sezoně 2016 tým vyhrál thajskou ligu. V roce 2017 přestoupil do Hokkaido Consadole Sapporo.

## Reprezentační kariéra
Songkrasin odehrál za thajský národní tým v letech 2012–2019 celkem 51 reprezentačních utkání. S thajskou reprezentací se zúčastnil Mistrovství Asie ve fotbale 2019.

## Statistiky
| Thajsko | Thajsko | Thajsko |
| Roky    | Záp.    | Góly    |
| ------- | ------- | ------- |
| 2012    | 2       | 0       |
| 2013    | 3       | 2       |
| 2014    | 7       | 2       |
| 2015    | 5       | 0       |
| 2016    | 16      | 1       |
| 2017    | 4       | 0       |
| 2018    | 4       | 0       |
| 2019    | 10      | 3       |
| Celkem  | 51      | 8       |

## Úspěchy

### Klubové
Muangthong United FC
- Thai League 1: 2016